# Partibokstav
Partibogstav (partibokstav) eller listebogstav (listbokstav), officiellt bogstavbetegnelse (bokstavsbeteckning), är en bokstav som representerar ett politiskt parti på en valsedel till ett allmänt val i Danmark. Partibokstaven behöver nödvändigtvis inte vara det samma som partiets förkortning eftersom ordningsföljden ursprungligen baserades på partiets storlek i Köpenhamns kommunfullmäktige 1943 då systemet infördes över hela landet. Exempelvis så har Socialdemokraterne bokstavsbeteckning A för att de då var störst i Köpenhamns kommunfullmäktige. Venstre hade mellan 1943 och 1968 bokstavsbeteckningen D men i samband med folketingsvalet 1971 ändrades beteckningen till V , vilket även är partiets förkortning.

## Exempel på bokstavsbeteckningar
- A – Socialdemokratiet
- B – Radikale Venstre
- C – Konservative Folkeparti
- D – Nye Borgerlige
- F – Socialistisk Folkeparti
- I – Liberal Alliance
- I – Moderaterne
- K – Kristendemokraterne
- N – Folkebevægelsen mod EU
- O – Dansk Folkeparti
- S – Slesvigsk parti
- V – Venstre
- Æ – Danmarksdemokraterne
- Ø – Enhedslisten
- Å – Alternativet